# De Havilland DH.50
El De Havilland DH.50 fue un gran transporte biplano monomotor británico de la década de 1920, construido por De Havilland en el aeródromo Stag Lane, Edgware, y construido bajo licencia en Australia, Bélgica y Checoslovaquia.

## Diseño y desarrollo
A principios de la década de 1920, Geoffrey de Havilland se dio cuenta de que los aviones excedentes de guerra necesitarían ser reemplazados, por lo que su compañía diseñó un biplano con cabina para cuatro pasajeros, el DH.50, utilizando la experiencia adquirida con el anterior DH.9. El primer DH.50 (matriculado G-EBFN) voló en agosto de 1923 y fue utilizado a los pocos días por Alan Cobham para ganar un premio de fiabilidad durante los vuelos de pruebas entre Copenhague y Gotemburgo. De Havilland sólo construyó 17 aviones; el resto se produjo bajo licencia. Los diferentes aviones tenían una amplia variedad de configuraciones de motores.
En 1924, Cobham ganó la carrera aérea de la Copa del Rey en el G-EBFN con un promedio de 171 km/h. Cobham realizó varios vuelos de larga distancia con el prototipo, hasta que lo reemplazó por el segundo avión. El segundo avión (matriculado G-EBFO) fue reequipado con el motor Armstrong Siddeley Jaguar y fue designado DH.50J. Cobham voló el avión en un vuelo de 25 750 km desde el aeropuerto de Croydon hasta Ciudad del Cabo, entre noviembre de 1925 y febrero de 1926. Posteriormente, el avión fue equipado con flotadores gemelos (producidos por Short Brothers en Rochester) para realizar un vuelo de reconocimiento de Australia en 1926. En el vuelo de ida de Inglaterra a Australia, el ingeniero de Cobham (A.B. Elliot) recibió un disparo y murió cuando sobrevolaban el desierto entre Bagdad y Basora. Fue reemplazado por el sargento Ward, un ingeniero de la Real Fuerza Aérea a quien su comandante le dio permiso para unirse al vuelo. También en 1926, un hidroavión DH.50A fue utilizado en el primer vuelo internacional realizado por la Real Fuerza Aérea Australiana. El Jefe del Estado Mayor del Aire, el Capitán de Grupo Richard Williams, y dos miembros de la tripulación emprendieron una misión de tres meses y 16 093 km ida y vuelta desde Point Cook, Victoria, hasta las Islas del Pacífico.

### Producción bajo licencia
El avión se hizo popular en Australia y De Havilland licenció su producción allí, lo que permitió construir 16 aviones. Qantas construyó cuatro DH.50A y tres DH.50J, Western Australian Airlines construyó tres DH.50A y Larkin Aircraft Supply Company construyó un DH.50A. SABCA construyó tres DH.50A con motor Puma en Bruselas, Bélgica, para su uso por SABENA en rutas en el Congo Belga. El último sobrevivió hasta 1937. Aero construyó siete en Praga, entonces en Checoslovaquia. El DH.50 (G-AUER/VH-UER) de Qantas, construido en Gran Bretaña, fue modificado en Longreach, Queensland, para servir como ambulancia aérea a la Misión Interior de Australia. El avión fue llamado Victory por el reverendo J. Flynn y fue el primer avión utilizado por el Royal Flying Doctor Service de Australia.

## Variantes

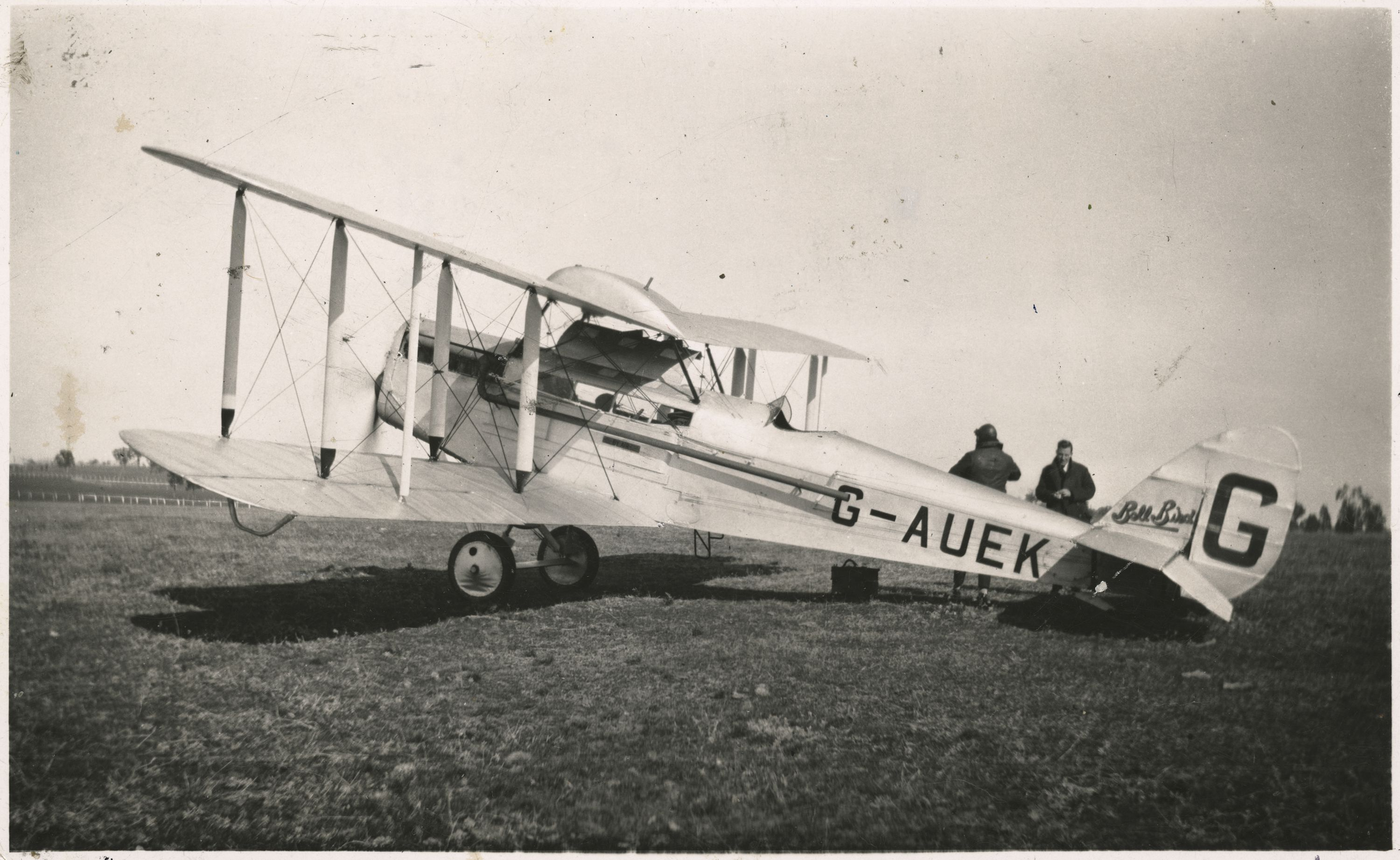
DH.50A Bell Bird (G-AUEK).

DH.50
Biplano de transporte ligero monomotor.
DH.50A
Alimentado por un motor en línea Siddeley Puma de 179 kW (240 hp).
DH.50J
La flota de Qantas, construida en Australia, estaba propulsada por un motor radial Bristol Jupiter Mk IV de 287 kW (450 hp). Se instalaron otros motores radiales en otros aviones de la serie DH.50J. 

## Operadores
Australia
- Australian Aerial Services Ltd
- Holdens Air Transport
- Qantas
- Rockhampton Aerial Services Ltd
- Real Fuerza Aérea Australiana[2]
- West Australian Airlines Ltd

 Bélgica
- Sabena

 Checoslovaquia
- ČSA

 Irak

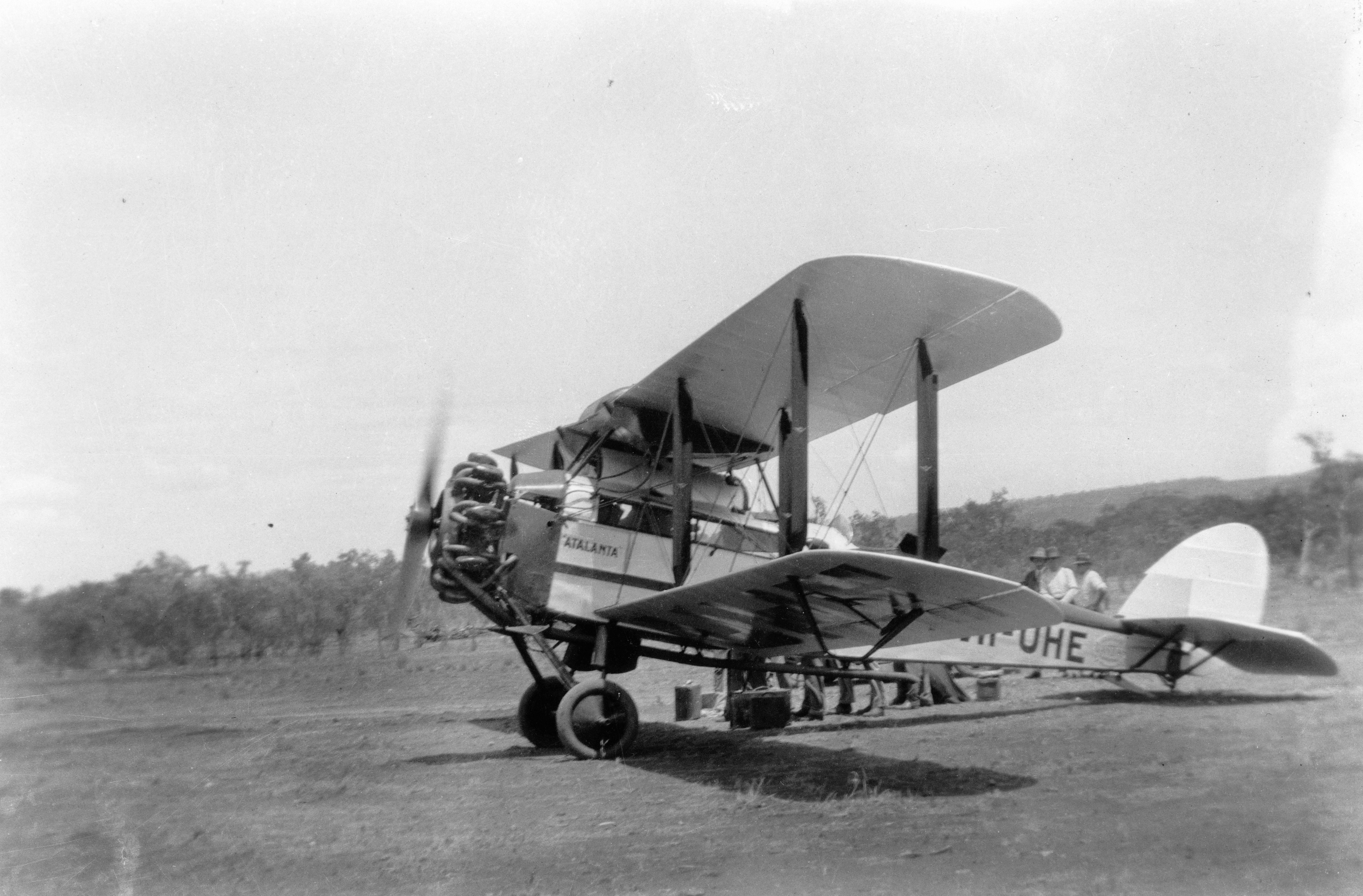
DH.50J Atalanta (VH-UHE) de Qantas.

- Iraq Petroleum Transport Company Ltd

 Nueva Zelanda
- Real Fuerza Aérea de Nueva Zelanda

 Reino Unido
- Air Taxis Ltd
- Brooklands School of Flying Ltd
- Imperial Airways Ltd
- North Sea Aerial and General Transport Company Ltd
- Northern Air Lines Ltd

## Especificaciones (DH.50 con motor Puma)
Referencia datos: De Havilland Aircraft since 1909

### Características generales
- Tripulación: Uno (piloto)
- Capacidad: 4 pasajeros
- Longitud: 9,1 m (29,8 ft)
- Envergadura: 13 m (42,7 ft)
- Altura: 3,4 m (11 ft)
- Superficie alar: 40,3 m² (433,8 ft²)
- Peso vacío: 1095 kg (2413,4 lb)
- Peso cargado: 1905 kg (4198,6 lb)
- Planta motriz: 1× motor lineal de 6 cilindros refrigerado por agua Siddeley Puma.
  - Potencia: 170 kW (234 HP; 231 CV)
- Hélices: Bipala de paso fijo de madera

### Rendimiento
- Velocidad máxima operativa (Vno): 175 km/h (109 MPH; 94 kt)
- Velocidad crucero (Vc): 153 km/h (95 MPH; 83 kt)
- Alcance: 610 km (329 nmi; 379 mi)
- Techo de vuelo: 4500 m (14 764 ft)
- Régimen de ascenso: 3,1 m/s (604 ft/min)
- Potencia/peso: 0,097 kW/kg (0,059 hp/lb)

## Aeronaves relacionadas

### Secuencias de designación
- Secuencia DH._ (interna de De Havilland): ← DH.47 - DH.48 - DH.49 - DH.50 - DH.51 - DH.52 - DH.53 →
- Secuencia A_ (Primera Serie de la RAAF, 1921-1934): ← A5 - A6 - A7 - A8 - A9 - A10 - A11 →
- Secuencia A_ (Segunda Serie de la RAAF, 1935-1963): ← A7 - A8 - A9 - A10 - A11 - A12 - A13 →